# アイルランドの地理

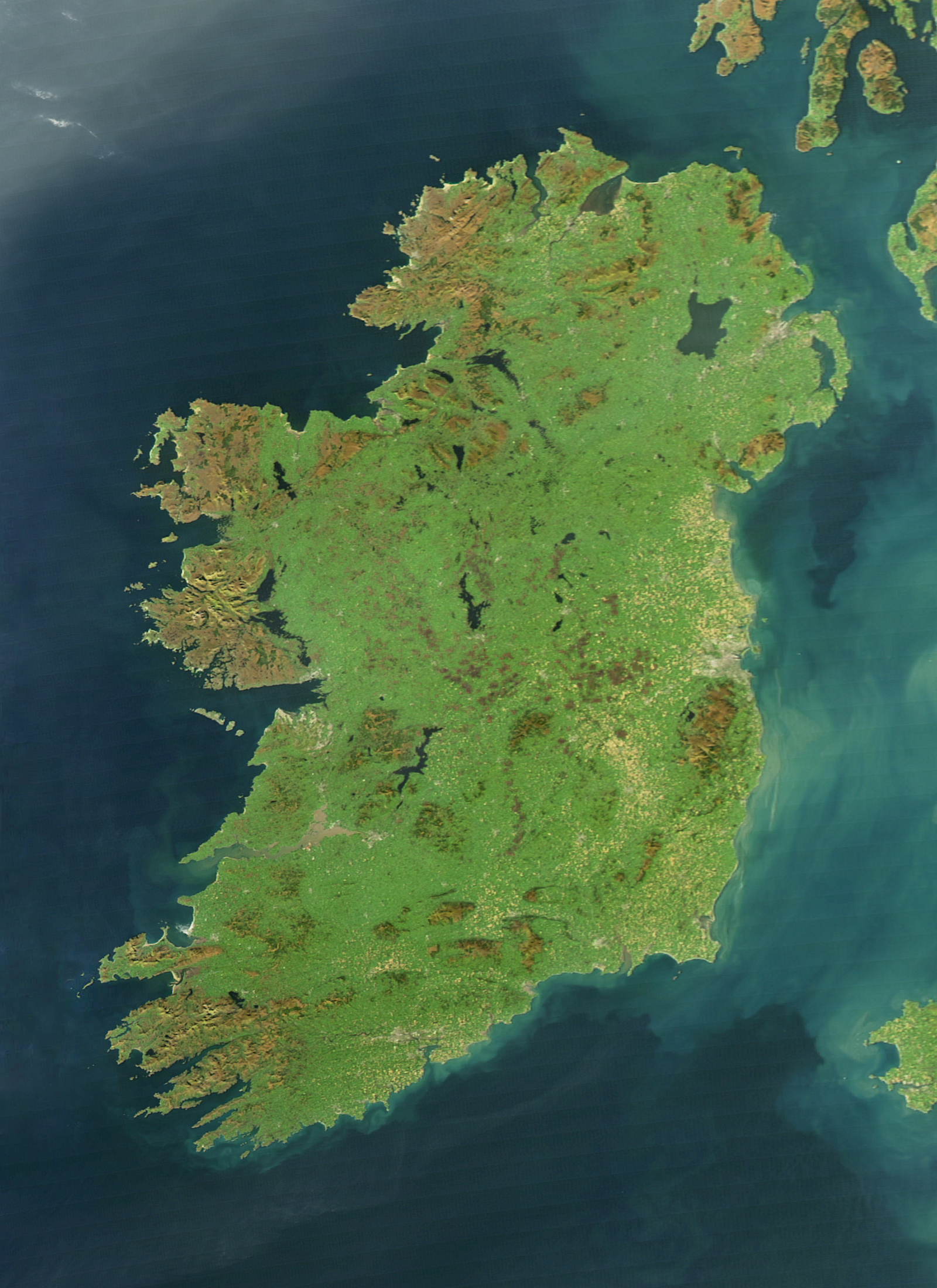
アイルランド島はその緑の草原から、エメラルド島としても知られている。その姿は衛星写真からも見ることができる。

アイルランドの地理では、アイルランド島の地理について記す。
アイルランド島は北大西洋に浮かび、北ヨーロッパに位置する島であり、その大きな地理的特徴は中央部の低い草原とそれを囲む環状の海岸沿いの山地である。最も高い地点はキャラントゥール山（アイルランド語: Corrán Tuathail）であり、海抜1041メートルである。西部の海岸は多くの島や半島、入江によって入り組んでいる。島を二分するのが、キャバン県のアルスターから南へ流れリムリック県の南で大西洋に注ぐシャノン川であり、これは全長386キロメートル（うちエスチュアリー部が113キロメートル）のアイルランド最長の河川である。アイルランドの河川沿いには数多くの湖が存在し、中でもネイ湖が最大である。
政治的には、島は6分の5を占めるアイルランド共和国と、残りの6分の1を治めるグレートブリテンおよび北アイルランド連合王国を構成する国の一つである北アイルランドに分けられる。だいたい北緯53度 西経8度 / 北緯53度 西経8度座標: 北緯53度 西経8度 / 北緯53度 西経8度あたりの南（西）側がアイルランド共和国の領域で、その面積は8万4421平方キロメートルである。ブリテン島との間にはアイリッシュ海があり、大陸とはケルト海を挟んでいる。アイルランドとブリテン島は近くに位置するのでブリテン諸島と呼ばれることがあるが、この用語は議論の的となることがあるので、中立的な用語としては「アイルランドとブリテン島」がよく使用される。

## 地形の形成

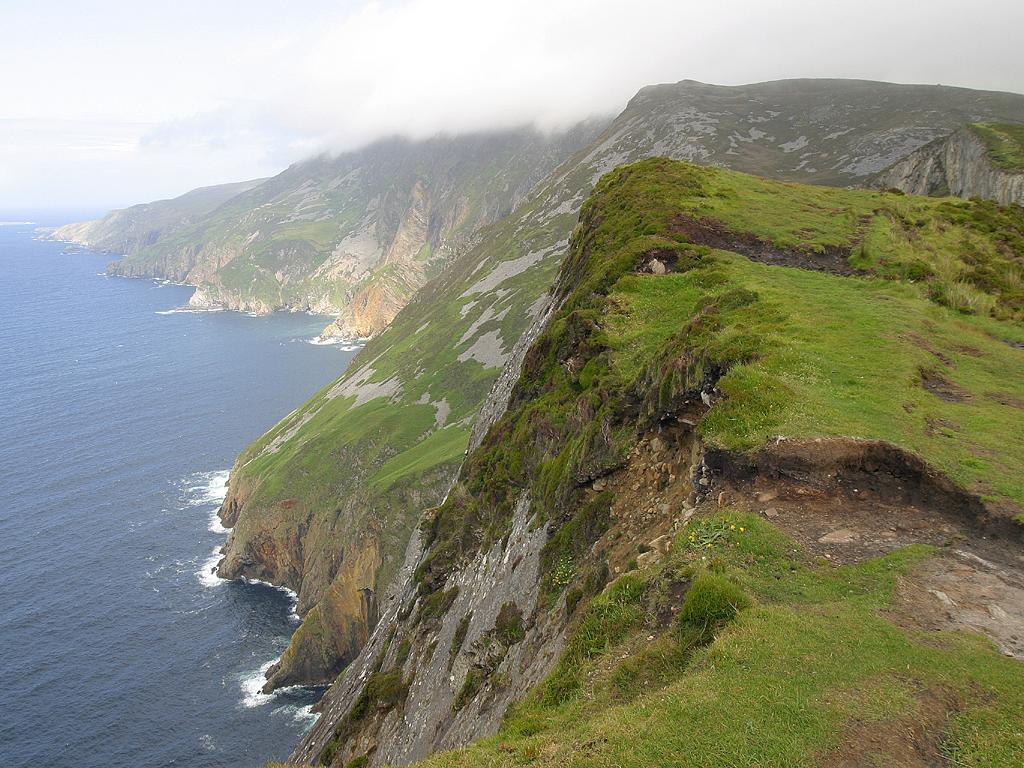
南部ドニゴール県に位置するスリーブ・リーグー

最も古いアイルランドの岩石は約17億年前のもので、ドニゴール県のイニシュトラフル諸島、メイヨー県の北西端アナ岬から発見された。ドニゴール県の他の地域では、科学者によって氷河堆積物であった岩石が発見され、古い時代、今のアイルランドとなっている地域が氷河期には氷河に囚われていたことがわかった。しかし、その後の隆起により、これらの古い岩石層を正しく並べることは不可能に近い。
約6億年前の先カンブリア時代の終わり、アイルランドの大地はイアペタス海の西の半分と残りの東半分の2つに裂かれたが、どちらも南緯80度あたりに位置し、その近くには現在の北アフリカが存在した。ウィックロー県のブレイ岬から発見された化石から察するに、アイルランドは当時海面下にあった。
次の5000万年の間にかけて、これら2つの部分は互いに向かって漂流し、結果として4億4000年前に繋がった。ラウス県クローガーヘッドで発見された化石によって、元々2つを分けていた海の両側から、動物相が共に近づいていったということがわかる。北アイルランドの山々はこの衝突で形成され、ドニゴール県とウィックロー県で発見される花崗岩も同じく形成された。アイルランドの大地は、この時には海から顔を出し、赤道付近に位置していた。陸上で生活する生物がこの時期から生息しはじめたことが化石からわかる。キルケニー県Kiltorcanの化石化した樹木や、大きく広がった骨の多い魚、淡水二枚貝、そしてケリー県ヴァレンティア島の粘板岩に保存された4足歩行する両生類の足痕といったものである。旧赤色砂岩が形成されたのもこの時期である。
4億年前から3億年前にかけて、アイルランドを含む北ヨーロッパは暖かくカルシウムの豊富な海に沈んだ。大きなサンゴ礁がこの中で作られ、その結果現在地質の65%を占める石灰岩が形成された。水が引くと、熱帯的な森と沼地が多く残った。これらの植物の残骸が石炭となるが、その多くは後に侵食されてしまうこととなる。この時期は、石炭紀としても知られ、大陸の変動によって終わりを迎えた。アイルランドは北に向かって移動し、これによる圧力によってアイルランドを北から南に貫く山や丘が形成された。

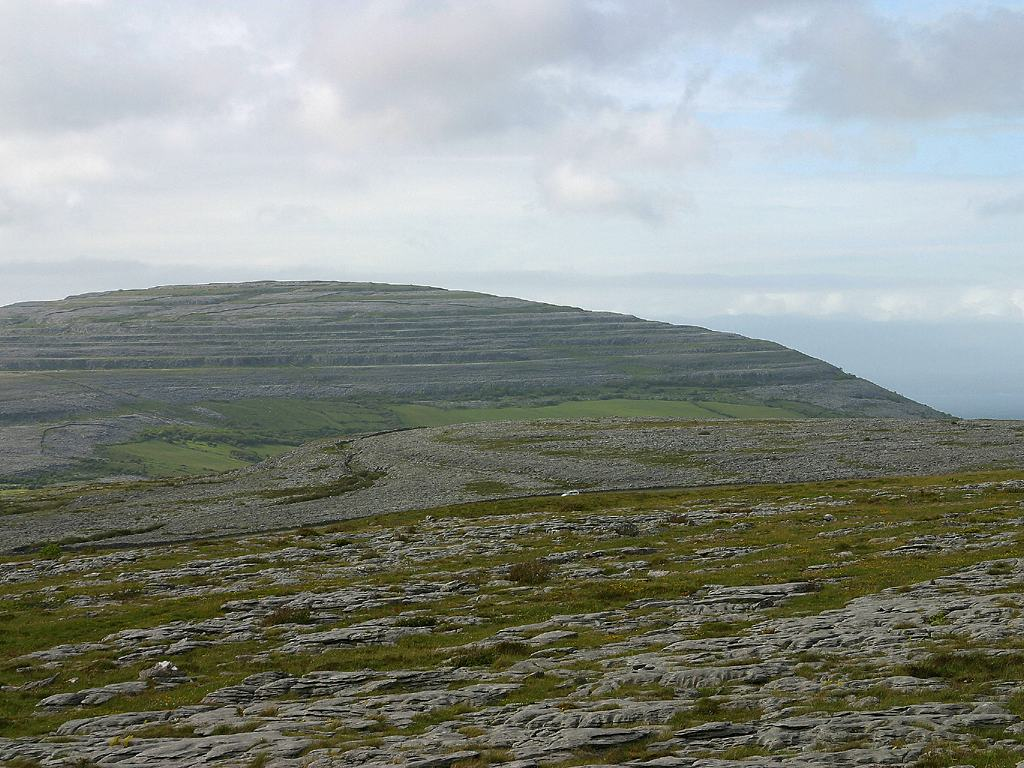
バレンのカルスト地形

2億5000年前までにアイルランドは現在のエジプトあたりの緯度に達し、砂漠気候となった。この時、石炭と石灰石の多くが侵食された。南部の薄い石灰岩地層は特にこの侵食の影響を受けている。砂岩層の消失によって地表に晒された石灰岩は、二酸化炭素などと反応し、カルスト地形を形成した。現在でもクレア県のバレンで見ることができる。そのすぐ後、アイルランド周囲の生物死骸が天然ガスと石油鉱床と成り始めた。これは現在のアイルランドの経済のなかで重要な役割を果たしている。そして、1.5億年前、アイルランドは再び沈み、この際に表面の多くを覆うチョーク岩が形成された。この痕跡が、北部で発見された玄武岩溶岩層の下に残っている。
6500万年前、溶岩層を作った火山活動が始まり、北部のモーン山地などの山々が結果形成された。この時期の気候は温暖で、植物が大きく繁殖した。アントリム県の窪地の植物死骸は褐炭を形成し、これは現在まで触れられることなく残っている。温暖な気候による降水によって、カルスト地形の侵食プロセスが進んだ。
2500万年前、アイルランドは現在の位置の近くに位置していたと考えられている。長く続いた侵食によって、かなりの土壌が形成されることとなり、岩石層は覆われた。水はけの良い土地では、茶色もしくは灰色の土壌から成り、逆に悪い土地では黒粘土が支配的であった。気候が寒冷化するのに伴ない、土壌の形成は速度を落とし、植物と動物が現れ始めた。300万年前までには、現在のアイルランドの地形がある程度出来上がった。
170万年前、地球は間氷期と氷河期を繰り返していたが、当然この影響はアイルランドにも及んだ。この影響の最も古い証拠は、Ballylinian間氷期として知られる百数十万年前のものである。この時に、現在アイルランド原生植物と考えられている樹木のほとんどが既に確立されていた。氷河期における氷の動きが、現在のアイルランドの地形形成の大きな原因となった。
地表上の氷による明らかな影響としては、ウィックロー県のグレンダーロッホのようなU字谷や圏谷、氷河湖といったものが挙げられる。溶けていく氷の下で削り取られた岩石等の堆積によってドラムリンが形成され、北部中央域での主な地形的特徴となっている。小川もまた氷の下で形成され、これらの川によって集められた岩石等はエスカー(アイルランド語:eiscir)を築いた。これらの中で最大のものは、北部と南部を半分に分ける"エスカー・リアダ"であり、その尾根は東と西の海岸線を結ぶ主要道路として機能している。海岸線の半分ほどは、 Machairとして知られる、低い砂丘草原から成っている。

### 地質

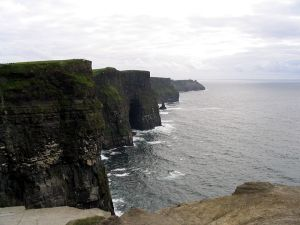
クレア県ドゥーリンのモハーの断崖で見ることができるシルト岩、頁岩、砂岩の地層

中央部の大きな低地は氷河による泥や砂といった堆積物で覆われた石灰岩から成っており、多くの泥炭地や湖が広がっている。最も大きな泥炭地はアレン泥炭地である。海岸沿いの山々は場所によって地質学上の組成が大きく異なっている。南部では旧赤色砂岩から成っており、石灰岩の河谷が存在する。中部のゴールウェイ県、メイヨー県、ドニゴール県、ダウン県、ウィックロー県では主に花崗岩である一方、北東部では玄武岩大地となっている。特筆に値する地域といえば、アントリム県のジャイアンツ・コーズウェーであり、これは主に6000万年前から5000万年前の火山活動による玄武岩の形成によるものである。玄武岩は元々古第三紀のチュリーン台地の一部であった。
北部と西部の土壌は、泥っぽいポドゾルを含む、水はけの悪い泥炭が多い。対照的に、南部と東部の土壌は水はけの良い茶色土と灰色から茶色のポドゾルである。これは島の降水分布を反映しており、水はけの悪い地域は高い降水量を示している。
バレンとして知られるクレア県北部はアイルランドでは普通に見られないような自然環境である。このカルストのような地形は石灰岩の基盤岩から成っており、内部のほとんどでは土が見られない。無数のドリーネが存在しており、表面の水は岩の気孔を通って地下に消え、巨大な洞窟が形成されている地域もある。ドゥーリン近くのPol an Ionain洞窟には世界で最も長い自立した鍾乳石群があると知られている。

### 山脈

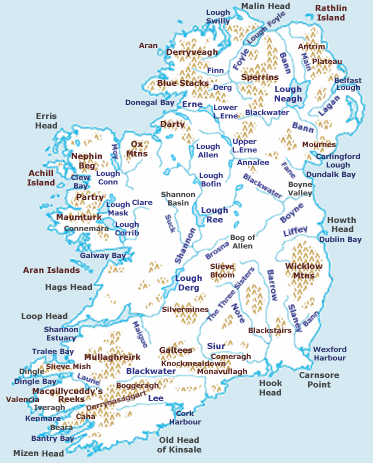
アイルランドの山々、湖、川、その他の地形的特徴を示した地図(拡大版).

アイルランドは主に島中央部の平らな低地と、それを囲む山々から成っている。ケリー県から反時計回りに、マクギリーカディ山脈、Comeragh山脈、ブラックステアズ山脈、ウィクロー山脈、モーン山脈、アントリムの渓谷群、スペリン山脈, ブルースタック山脈、Derryveagh山脈, オックス山脈, ネフィンベグ山脈、Twelve Bens/Maumturksと言われる一団、となる。南部には内陸よりの山脈があり、内陸部で最も高いゴールチー山地、シルバーマイン山地、スリーブブルーム山脈といったものがある。 南部の山々は他のものと成り立ちが異なり、ヘルシニア造山運動によって形成された。アイルランドの山の中で最も高いのは、氷河によって削られた砂岩から成っている、マクギリーカディ山脈のキャラントゥール山で、1,038メートルである。アイルランドの山々は全体的に低く、1000メートル以上のものは3峰しかなく、500メートル以上のものも457峰しかない。

### 川と湖

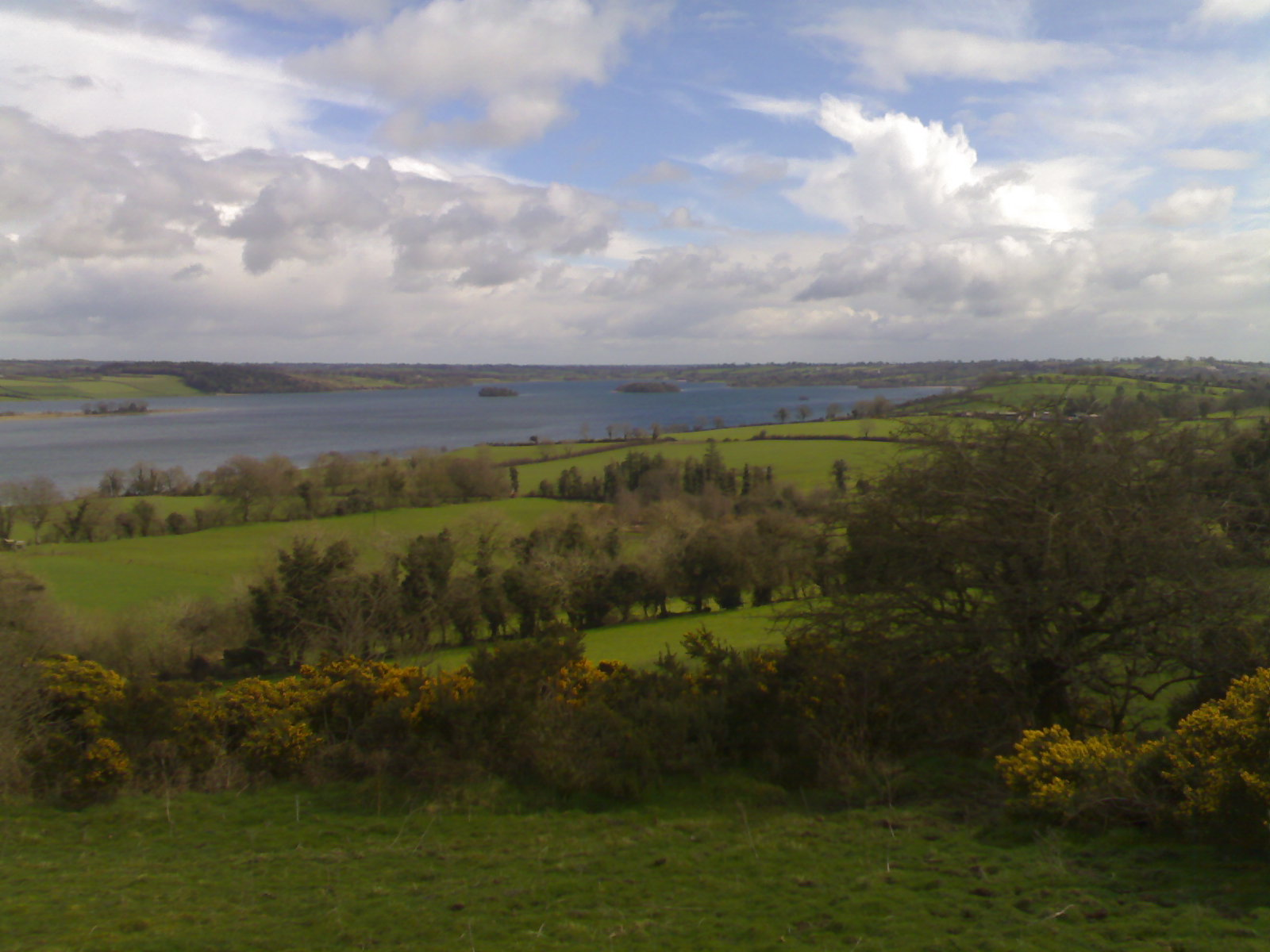
レーネ湖

シャノン川が全長386キロメートルと、アイルランド島、ブリテン島の双方において最も長い川である。アイルランド島の西側から沼地の多い中央部を2つに分けるように流れている。中流域では高低差のない低地を流れることになるため、その流域に沿ってアレン湖、リー湖、ダーグ湖などの湖が発達しており、その中ではダーグ湖が最も大きいものである。リムリック付近のシャノン・エスチュアリで大西洋に注いでいる。他の主な川としては、リフィー川、リー川、ブラックウォーター川、ノア川、スーア川、バロー川、バン川、フォイル川、アーン川、ボイン川などがある(en:list of rivers in Irelandを参照のこと)。
アルスターのネイ湖がブリテン諸島で最も大きい湖である。この湖には伝説があり、それによると、フィン・マックールという巨人が別の巨人とスコットランドで戦い、怒って地球の一部をすくって投げたという。それがアイリッシュ海に落ちてマン島が造られ、残った穴には水がたまりネイ湖になったそうだ。他に大きな湖を上げるとすれば、アーン湖やコリブ湖などが挙げられる。

### 入江

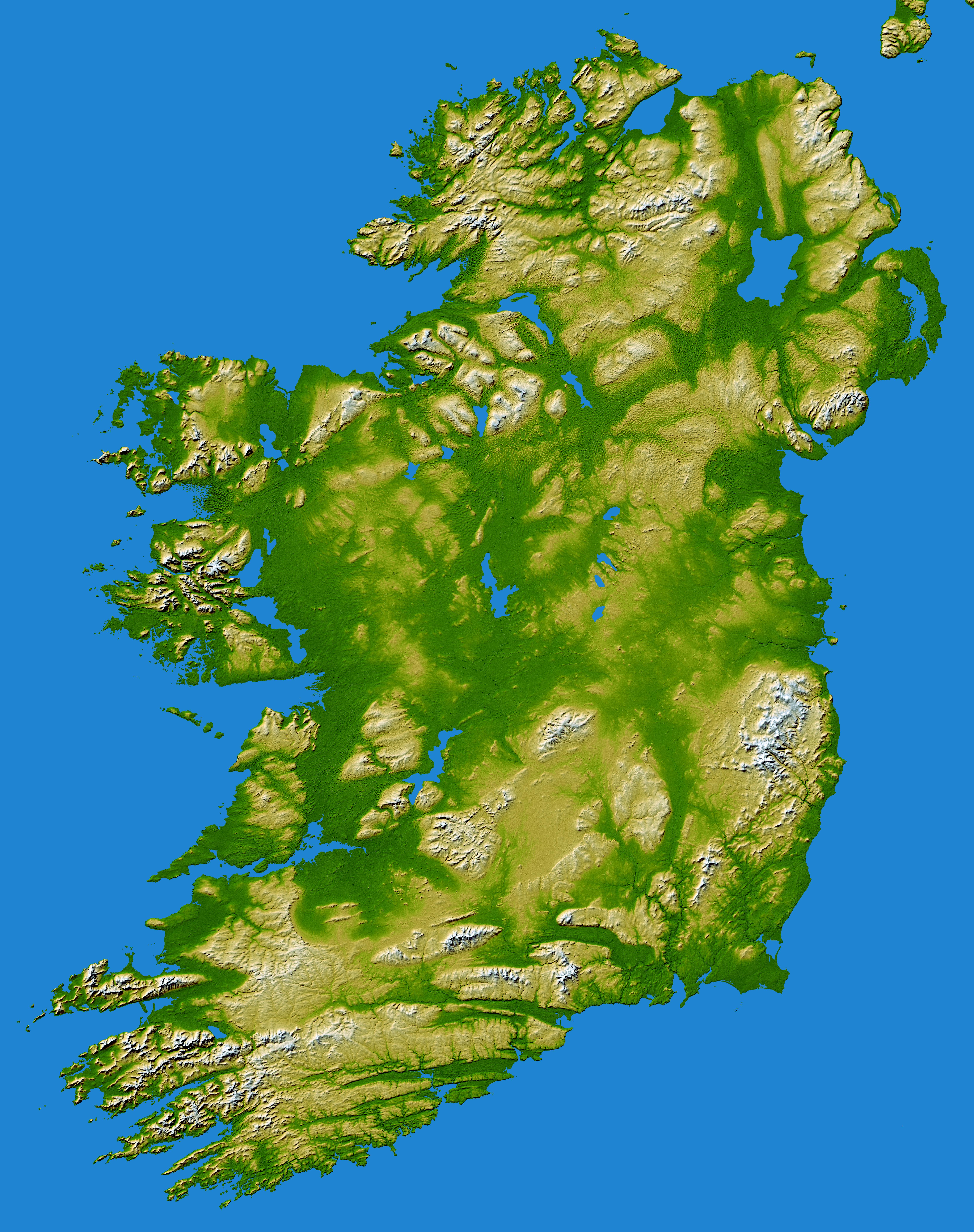
アイルランドの地勢図

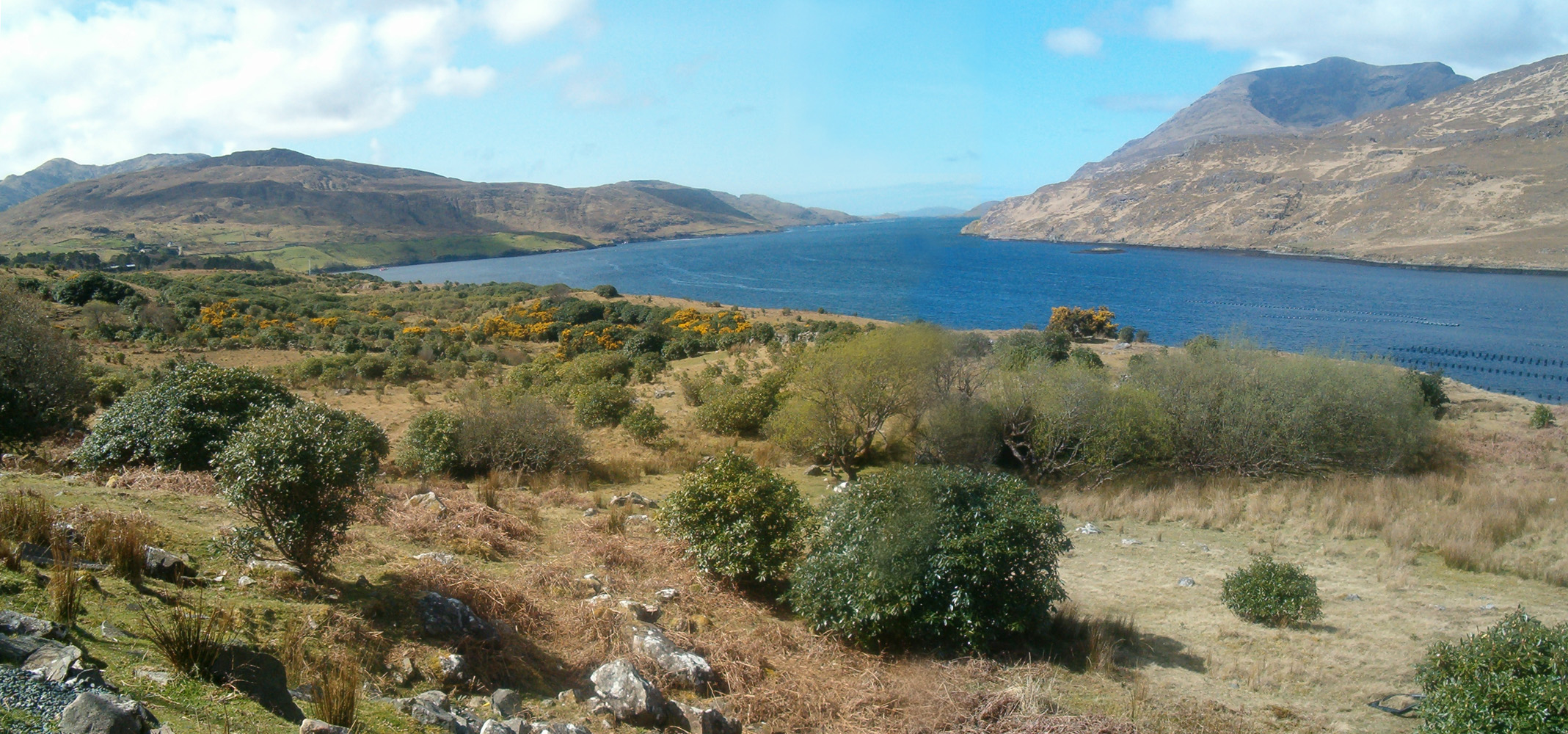
キラリー・ハーバーは16キロメートルにわたってゴールウェイ県とメイヨー県の自然境界となっている。

ドニゴール県から見ていくと、スウィリー入江がイニショーエン半島の片側を切り取っていて、フォイル入江が逆側を切り取っている。フォイル入江はアイルランドの大きい入江の一つで、ドニゴール県とロンドンデリー県の間に存在する。他の周りの海岸はアントリム県 とダウン県の間のベルファスト入江である。また、ダウン県のスタンフォード入江は、部分的にアーズ半島を本島から切り取っている。さらに下ると、カーリングフォード入江がダウン県とラウス県の間に存在する。
ダブリン湾は次に大きい入江であるが、アイルランドの東岸はスレーニー川河口のウェックスフォード港までほとんど一様である。南岸のスーア川河口には、ウォーターフォード港が存在する。ここに向かって Three Sistersの他の川、ノア川とバロー川が流れている。次に大きな入江はコーク港で、リー川の河口にあり、グレート島を中に持つ。
ダンマナス湾、バントリー湾, ケンマール・エスチュアリ、ディングル湾がケリー県の半島間に存在する入江の全てである。これらの北にはシャノン・エスチュアリがあり、クレア県とゴールウェイ県の間には、ゴールウェイ湾がある。クリュー湾はメイヨー県の海岸上に位置しており、アキル島の南となる。一方、ブロードヘブン湾、ブラックソッド湾、Sruwaddacon湾がメイヨー県北部のコノート北西部に存在している。Killala湾がメイヨー県の北東海岸にあり、ドニゴール湾がドニゴール県とスライゴ県間にある主な入江となる。

### 岬
マリン岬がアイルランドの北端であり、ミゼン岬がアイルランドの南端である。これ故、「マリン岬からミゼン岬まで」(もしくはその逆)という言い回しがアイルランド島全体を指すものとして用いられる。カーンソア岬はアイルランドの南東端で、沿う海岸がフック・ヘッドと呼ばれる。キンセール岬はアイルランドの南海岸にある多くの岬の1つである。
ループ岬では、クレア県が大西洋に面した北海岸からアイルランドの西海岸へと達する。南には内陸へ向かってシャノン・エスチュアリがある。ハグズ・ヘッドがクレア県の北・西の海岸線となっていて、モハーの断崖が北海岸に沿って存在する。
エリス岬がコノートの北西端である。

### 島と半島

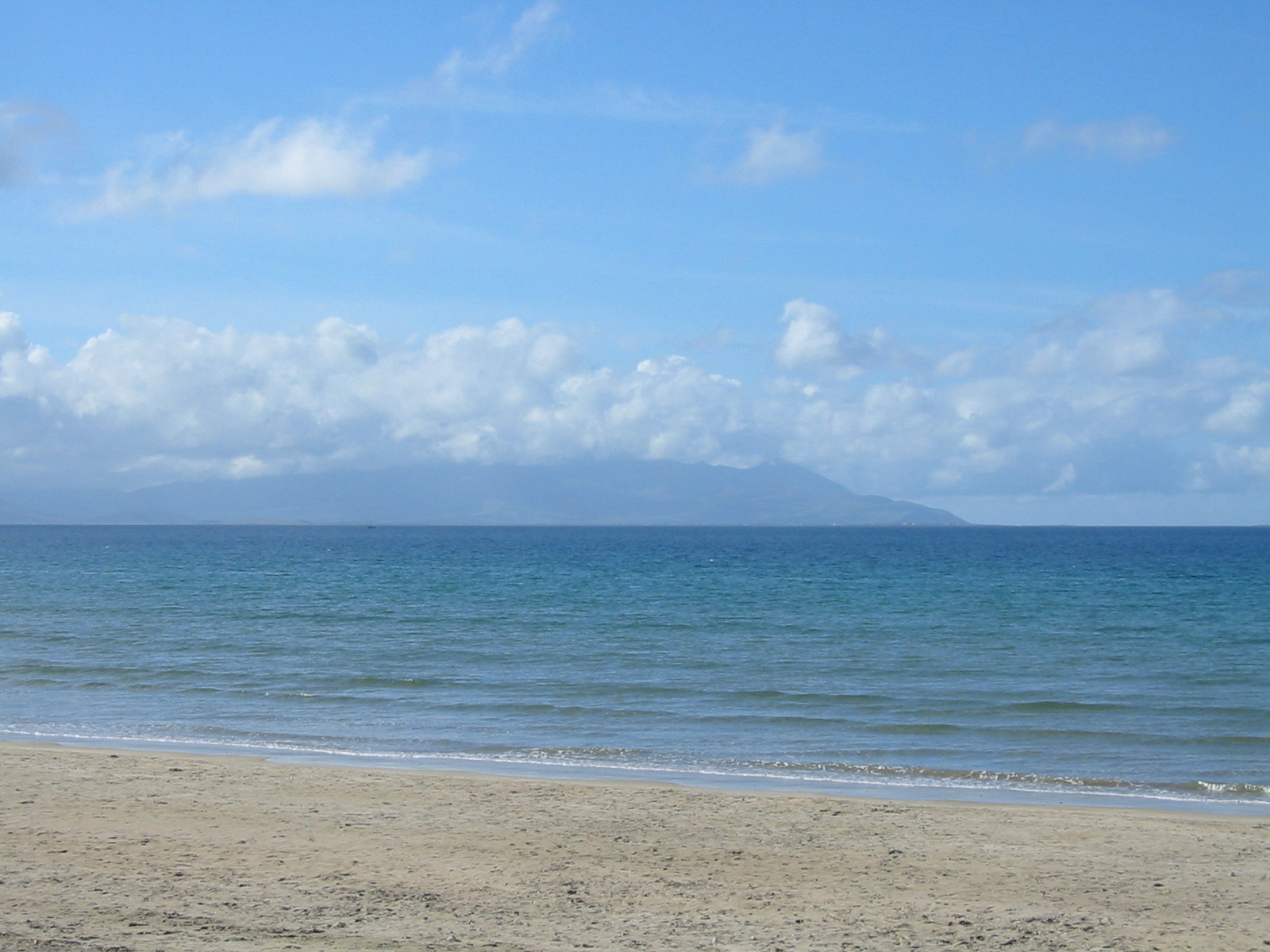
バンナビーチから見たディングル半島

北西部のアキル島がアイルランド海岸沿いの島で最大のものである。島には定住者がおり、橋によってアイルランド本島と結び付けられている。次点として挙げられる島のいくつかは、コノート地方の南部海岸の先にあるアラン諸島に存在する。この島々ではアイルランド語が話されており、所謂ゲールタハトに含まれる。 Iveragh半島の先のヴァレンティア島もまたアイルランドの島の中で大きいものであり、アキル島と同様に本島と南西部の橋で繋がっていて、比較的定住者が多い。コーンメイラの先にあるオメイ島は潮の引きによって本島とつながる島である。
よく知られているアイルランドの半島のうち、いくつかはケリー県に存在する。ディングル半島、上で触れたIveragh半島、ベアラ半島などがある。アーズ半島はケリー県以外の地にある半島の中で大きいものの一つである。ドニゴール県のイニショーエン半島にはアイルランド最北の地マリン・ヘッドがあり、Buncrana、Lough Swilly、Carndonagh、Moville、Lough Foyle等の重要な街も存在する。ロッコール島はアイルランド最北の地といえるかもしれないが、イギリス・アイルランド共和国・デンマーク・アイスランドが領有権を主張し、その地位には論争がある。最も南の地点はファストネットロックである。.

## 気候

アイルランドにおけるケッペンの気候区分

アイルランドの気候は温帯に属すが、 同緯度の他地域、ポーランドやニューファンドランドなどよりだいぶ温かい。これは北大西洋海流による。南西から恒常風が吹いており、西の高い山々にあたっている。それ故西部ではよく雨がふっており、ケリー県の西海岸にあるヴァレンティア島では東部ダブリンの2倍ほどの年降水量がある(それぞれ1,400 mm、762 mm)。島全体を見れば、一年の降水の60%は8月から1月の間に降っている。
1月と2月は1年の中で最も寒い時期で、この時期の平均気温は4度から7度あたりまで下がる。7月と8月が最も暖かく、平均気温は14度から16度ほどである。一方で最高気温の平均値は海岸沿いでは 17度から18度、内陸部では19度から20度と異なる。最も日照が多いのは5、6、7月で、1日あたり7時間程度が平均である。ヨーロッパの大陸部と比較すれば、アイルランドで極端な気象現象が起こることはめったにないが、もちろん起こらないわけではない。12、1、2月に起こる爆弾低気圧によって西部海岸部では時速160キロもの風がもたらされる。逆に夏、特に7月後半から8月前半にかけては、中央部から西部にかけての地域で多く雷雨が発生する。
下表ではダブリン空港気象センターで集められた30年分の気温の平均値が示されている。北部アイルランドにおける気候の統計は少しの違いはあれどこれと大差ない。
| ダブリン空港気象センターの統計(1961-1990) |      |      |      |      |      |      |      |      |      |      |      |      |       |
| Factor                                    | 1月  | 2月  | 3月  | 4月  | 5月  | 6月  | 7月  | 8月  | 9月  | 10月 | 11月 | 12月 | 年間  |
| 平均最高気温 (°C)                         | 7.6  | 7.5  | 9.5  | 11.4 | 14.2 | 17.2 | 18.9 | 18.6 | 16.6 | 13.7 | 9.8  | 8.4  | 12.8  |
| 平均最低気温 (°C)                         | 2.5  | 2.5  | 3.1  | 4.4  | 6.8  | 9.6  | 11.4 | 11.1 | 9.6  | 7.6  | 4.2  | 3.4  | 6.0   |
| 平均日照時間 (h)                          | 1.8  | 2.5  | 3.6  | 5.2  | 6.1  | 6.0  | 5.4  | 5.1  | 4.3  | 3.1  | 2.4  | 1.7  | 3.9   |
| 平均降水量 (mm)                           | 69.4 | 50.4 | 53.8 | 50.7 | 55.1 | 56.0 | 49.9 | 70.5 | 66.7 | 69.7 | 64.7 | 75.6 | 732.7 |

| ベルファストの気候     | ベルファストの気候 | ベルファストの気候 | ベルファストの気候 | ベルファストの気候 | ベルファストの気候 | ベルファストの気候 | ベルファストの気候 | ベルファストの気候 | ベルファストの気候 | ベルファストの気候 | ベルファストの気候 | ベルファストの気候 | ベルファストの気候 |
| 月                     | 1月                | 2月                | 3月                | 4月                | 5月                | 6月                | 7月                | 8月                | 9月                | 10月               | 11月               | 12月               | 年                 |
| ---------------------- | ------------------ | ------------------ | ------------------ | ------------------ | ------------------ | ------------------ | ------------------ | ------------------ | ------------------ | ------------------ | ------------------ | ------------------ | ------------------ |
| 最高気温記録 °C （°F） | 13 (55)            | 14 (57)            | 19 (66)            | 21 (70)            | 26 (79)            | 28 (82)            | 29 (84)            | 28 (82)            | 26 (79)            | 21 (70)            | 16 (61)            | 14 (57)            | 29 (84)            |
| 平均最高気温 °C （°F） | 6 (43)             | 7 (45)             | 9 (48)             | 12 (54)            | 15 (59)            | 18 (64)            | 18 (64)            | 18 (64)            | 16 (61)            | 13 (55)            | 9 (48)             | 7 (45)             | 12 (54)            |
| 平均最低気温 °C （°F） | 2 (36)             | 2 (36)             | 3 (37)             | 4 (39)             | 6 (43)             | 9 (48)             | 11 (52)            | 11 (52)            | 9 (48)             | 7 (45)             | 4 (39)             | 3 (37)             | 6 (43)             |
| 最低気温記録 °C （°F） | −13 (9)            | −12 (10)           | −12 (10)           | −4 (25)            | −3 (27)            | −1 (30)            | 4 (39)             | 1 (34)             | −2 (28)            | −4 (25)            | −6 (21)            | −11 (12)           | −13 (9)            |
| 降水量 mm （inch）     | 80 (3.15)          | 52 (2.05)          | 50 (1.97)          | 48 (1.89)          | 52 (2.05)          | 68 (2.68)          | 94 (3.7)           | 77 (3.03)          | 80 (3.15)          | 83 (3.27)          | 72 (2.83)          | 90 (3.54)          | 846 (33.31)        |
| 出典：                 |                    |                    |                    |                    |                    |                    |                    |                    |                    |                    |                    |                    |                    |

## 政治・人文地理
アイルランドはコノート、レンスター、マンスター、アルスターの4つの地方、32の県に分けられている。アルスター地方の9つの県のうち6つで北アイルランドが構成されており、残りの26県がアイルランド共和国を構成している。
| 番号付きのアイルランドの地図 | アイルランド共和国 1. ダブリン県 2. ウィックロー県 3. ウェックスフォード県 4. カーロウ県 5. キルデア県 6. ミース県 7. ラウス県 8. モナハン県 9. キャバン県 10. ロングフォード県 11. ウェストミース県 12. オファリー県 13. リーシュ県 14. キルケニー県 15. ウォーターフォード県 16. コーク県 | 1. # ケリー県 2. # リムリック県 3. # ティペラリー県 4. # クレア県 5. # ゴールウェイ県 6. # メイヨー県 7. # ロスコモン県 8. # スライゴ県 9. # リートリム県 10. # ドニゴール県 北アイルランド 1. ファーマナ県 2. ティローン県 3. デリー県 4. アントリム県 5. ダウン県 6. アーマー県 |

行政的な視点で見ると、共和国の県のうち20はそれぞれが地方行政の1単位となっている。残りの6に関しては1つ以上の単位となっており、合計34の県レベル政府が存在する。ティペラリー県は1838年に2つの行政単位に分けられ、2001年に現在の名、北ティペラリーと南ティペラリーと改められた。ダブリンの都市、コーク、リムリック、ゴールウェイ、ウォーターフォードは市議会をもち、これらを含む県から独立した行政が行われている。ダブリン県の残りの部分はダン・レアリー、フィンガル、南ダブリンの3つに分割されている。
アイルランド共和国の選挙区は、ほとんどが県の境に沿って設定されている。県システムとの繋がりを保つことを、選挙区割を変更する際には必ず考慮に入れなければならないと定められている。
北アイルランドでは、大きな地方行政改革が1973年に行われ、6つの県と2つの県都市(ベルファスト、ロンドンデリー)が26の地域に再編されたが
、フェルマナーはそのまま残った。6つの県と2つの県都市という分けかたは県代表のような形で残っている。2005年11月、地方政府の数を7つに減らすという提案が発表された。
島全体の人口は600万人ほどで、ダブリン、ベルファストとその周辺地域の、東海岸に集中している。。

## 天然資源

### 泥炭

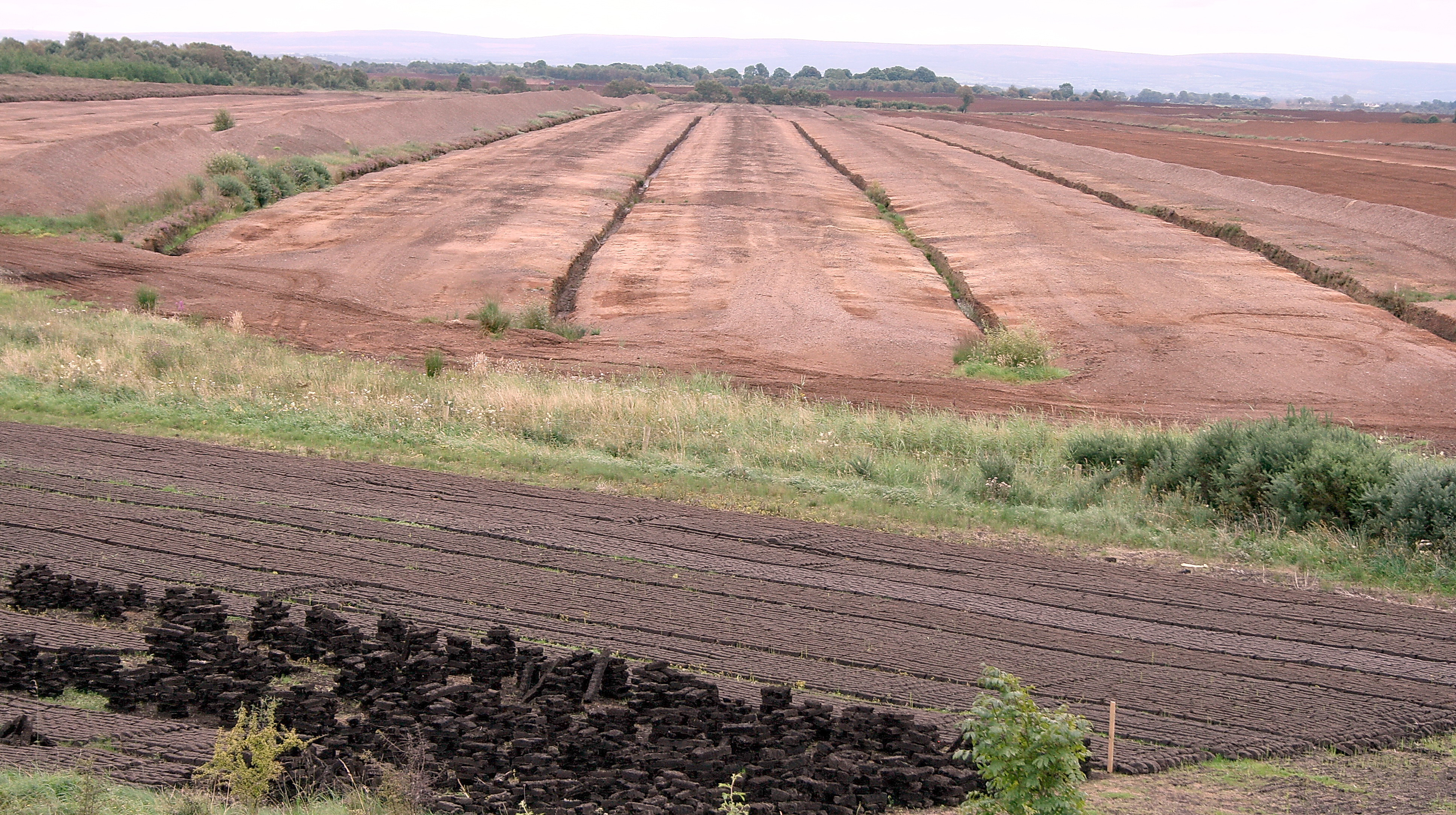
アレン泥炭地で泥炭を採る半国営企業ボード・ナ・モナ

アイルランドには12,000 km²の泥炭地があるが、ブランケット型泥炭地と高位泥炭地という2つの異なった形があり、2者のうちではブランケット型がより広く分布する。これらはアイルランドの湿った気候の中での人間の活動の産物として必然的に生まれたものである。ブランケット型は新石器時代の農民が農地を確保するために森を切り開いたところに形成されている。過剰に切り開き、土壌が流出してより酸性となったため、ギリョウモドキやイグサの生育にとってよい環境となり、その後これらの植物の堆積物が泥炭の層が形成した。アイルランドの中で大西洋ブランケット型泥炭地が最も広がっている地域の一つは、メイヨー県のエリスである。
高位泥炭地はシャノン川流域で最も多く見られる。これらは氷河期後に残された窪地に水がたまり湖となった時に形成された。これらの湖にアシが堆積し、湖底に堆積物の層を形成した。最終的にこれらの堆積物が湖を埋め尽くし、地表に露出して高位泥炭地ができた。
17世紀から泥炭は家庭での暖房・調理用の燃料として採掘されてきた。泥炭の商業的開発が進むにつれて採掘は加速した。1940年には泥炭塊を切り出す機械が導入され、より大きな規模での開発が可能となった。アイルランド共和国では、開発は半国有企業ボード・ナ・モナの責任となっている。また、家庭での使用に加えて、切りだされた泥炭塊は多くの産業で用いられている。
近年、切りだされたことによって破壊された泥炭の量が高い水準に達するに至って、環境的な懸念が生じている。高位泥炭地がブランケット型泥炭地よりもより品質の高い燃料としての泥炭を産することから、この問題はより深刻なものとなっている。アイルランド共和国と北アイルランドの双方で島に残っている高位泥炭地の多くを保存しようという計画が進んでいる。

### 石油・天然ガス・その他の鉱物
沖合での天然ガス開発が1970年に始まった。キンセールヘッドのガス田が1971年に発見され、次いでバリーコットンのガス田が1989年に、コリブガス田が1996年に発見された。ただ、ガスを海上でなく陸上で精製するという提案によって論争が起こり、大きな反対運動が起きたため、コリブの開発はまだ始まるに至っていない。これらのガス田からの天然ガスは陸にポンプで送られ、国内の家庭需要と産業需要の双方に使用される。石油に関しては、28百万バレル (4,500,000 m3)ほどの石油を埋蔵していると見積もられているHelvick油田が近頃新たに発見された。アイルランドはヨーロッパで最大の亜鉛生産国で、Navan、Galmoy、Lisheenに主要3鉱山が存在する。実際に、もしくは潜在的に商業的価値を持つ他の鉱物資源としては、金、銀、石膏、方解石、屋根ふき用粘板岩、石灰岩骨材、石材、砂、砂利が見込まれる。
2007年5月、通信・海洋・天然資源省（現在の通信・エネルギー・天然資源省）は130十億バレル (2.1×1010 m3)ほどの石油と50 trillion立方フィート (1,400 km3)余りの天然ガスがアイルランドの海にあると報告した。実在すれば何兆ユーロもの価値がある。アイルランドの大西洋における経済水域で最低限見込まれている石油の埋蔵量は10十億バレル (1.6×109 m3)で、これは4500億ユーロの価値を持つ。陸上にも石油とガスが見込まれる地域があり、例えばアレン湖には9.4 trillion立方フィート (270 km3)のガスと1.5十億バレル (240,000,000 m3)の石油が有り、 740億ユーロの価値がある。既にいくつかの地域では開発が行われており、その一つスパニッシュ・ポイントには1.25 trillion立方フィート (35 km3)のガスと 206百万バレル (32,800,000 m3)の石油が存在している。
2012年5月、最初の商業的油井がコークの沖合70kmの地点で掘削された。

### 書籍
- Mitchell, Frank and Ryan, Michael. Reading the Irish landscape (1998). ISBN 1-86059-055-1
- Whittow, J. B. Geography and Scenery in Ireland (Penguin Books 1974)
- Place-names, Diarmuid O Murchadha and Kevin Murray, in The Heritage of Ireland, ed. N. Buttimer et al., The Collins Press, Cork, 2000, pp. 146–155.
- A paper landscape:the Ordanance Survey in nineteenth-century Ireland, J.H. Andrews, London, 1975
- Monasticon Hibernicum, M. Archdall, 1786
- Etymological aetiology in Irish tradition, R. Baumgarten, Eiru 41, pp. 115–122, 1990
- The Origin and History of Irish names of Places, Patrick Weston Joyce, three volumes, Dublin, 1869, 1875, 1913.
- Irish Place Names, D. Flanagan and L. Flanagan, Dublin, 1994
- Census of Ireland:general alphabetical index to the townlands and towns, parishes and paronies of Ireland, Dublin, 1861
- The Placenames of Westmeath, Paul Walsh, 1957
- The Placenames of Decies, P. Power, Cork, 1952
- The place-names of county Wicklow, Liam Price, seven volumes, Dublin, 1945–67

### オンライン
- Abbot, Patrick. Ireland's Peat Bogs. Retrieved on 23 January 2008.
- Ireland – The World Factbook. Central Intelligence Agency. Retrieved on 23 January 2008.
- OnlineWeather.com – climate details for Ireland. Retrieved 2011-01-12